# Municipio de Sumpter (Illinois)
El municipio de Sumpter (en inglés: Sumpter Township) es un municipio ubicado en el condado de Cumberland en el estado estadounidense de Illinois. En el año 2010 tenía una población de 1980 habitantes y una densidad poblacional de 16,73 personas por km².

## Geografía
El municipio de Sumpter se encuentra ubicado en las coordenadas 39°16′37″N 88°15′9″O / 39.27694, -88.25250. Según la Oficina del Censo de los Estados Unidos, el municipio tiene una superficie total de 118.34 km², de la cual 118,34 km² corresponden a tierra firme y (0 %) 0 km² es agua.

## Demografía
Según el censo de 2010, había 1980 personas residiendo en el municipio de Sumpter. La densidad de población era de 16,73 hab./km². De los 1980 habitantes, el municipio de Sumpter estaba compuesto por el 98,84 % blancos, el 0,15 % eran afroamericanos, el 0,1 % eran amerindios, el 0,15 % eran asiáticos, el 0,2 % eran de otras razas y el 0,56 % eran de una mezcla de razas. Del total de la población el 0,66 % eran hispanos o latinos de cualquier raza.